# Narratio (retórica)
En retórica, se considera que el acto expositivo de un discurso ante un auditorio se divide al menos en cuatro partes: Exordium (presentación), Narratio (exposición), Argumentatio (argumentación), y Peroratio (conclusión con finalidad conativa, o sea con finalidad de influir, de aconsejar, de llamar la atención del receptor o audiencia).
La narratio consiste en la exposición de los hechos o circunstancias que determinan las razones o causas. Esta parte ha de ser clara, verosímil, y ajustada al entorno.